# La guerra dels mons (pel·lícula de 2005)
|  | Per a altres significats, vegeu «La guerra dels mons (desambiguació)». |

La guerra dels mons (títol original en anglès War of the Worlds) és una pel·lícula de ciència-ficció estatunidenca de Steven Spielberg, estrenada el 2005, amb Tom Cruise i Dakota Fanning. Va ser doblada al català.
La pel·lícula va costar 132 milions de dòlars i va ser un dels èxits de taquilla més grans del 2005, juntament amb La guerra de les galàxies: Episodi III - La venjança dels sith i Harry Potter i el calze de foc .
La pel·lícula està basada en la novel·la homònima de H.G. Wells, que ja es va adaptar al cinema el 1953.

## Argument
Ray Ferrier és un pare divorciat que viu als afores de Nova York i té dos fills: Rachel, 10 anys i Robbie, 17 anys, amb el qual té mala comunicació. Un vespre de tempestes espectaculars, assisteix a la sortida d'una màquina que s'amagava sota terra des de feia milers d'anys i que desintegra tot el món al seu pas. Ray aconsegueix escapar-se i porta amb ell els seus fills en un dels pocs cotxes que funcionen encara (els altres ja no van a causa dels llamps electromagnètics).
Pensa trobar refugi a casa de la seva exesposa, però aquesta ha marxat algunes hores abans a Boston i ha deixat la casa buida. Dormiran llavors al celler. La nit és agitada; fora llums enlluernadores i sorolls estranys i estrepitosos es deixen sentir. L'endemà, Ray es desperta descobrint la carcassa d'un Boeing 747 que ha devastat la meitat de la seva casa. Allà, un equip de periodistes li ensenya que els extraterrestres (descobreix mentre que hi ha diverses màquines) són a l'origen dels esdeveniments que han devastat una gran part del món. S'assabenta igualment que són els llamps electromagnètics que han «activat» aquests artefactes.
De cop, lluny, un enorme soroll es deixa sentir. Els periodistes marxen, i Ray decideix fugir cap a Bòston amb els seus fills. La pel·lícula segueix les peripècies que se'n desprenen.

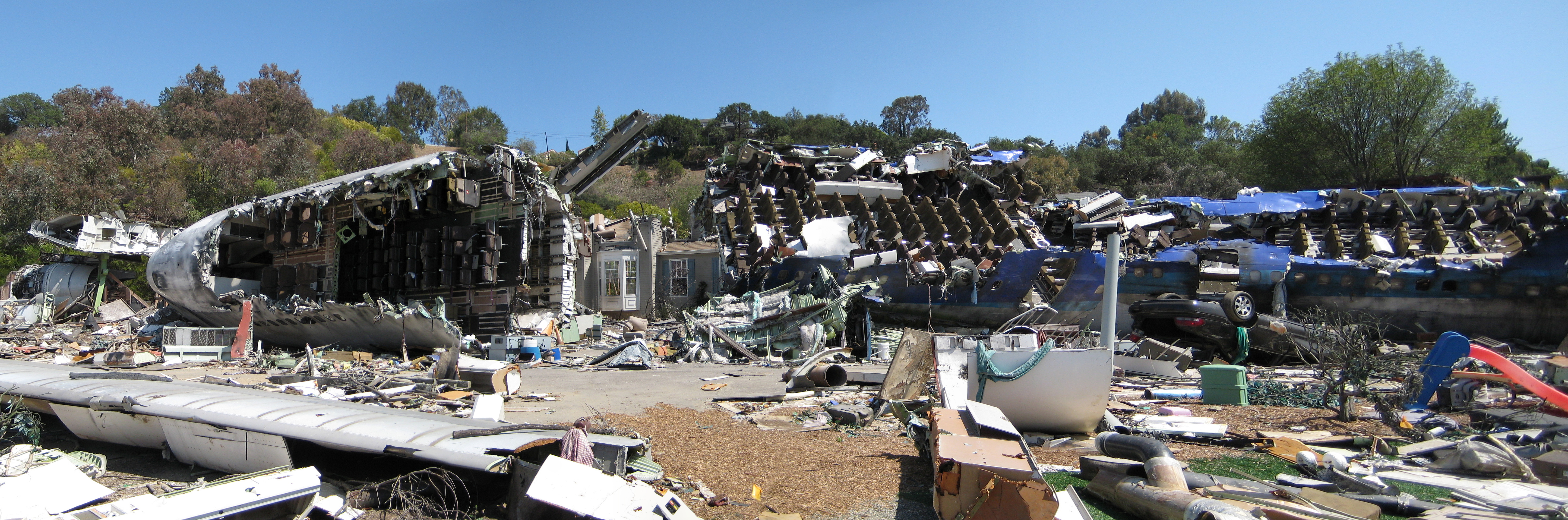
La decoració de l'avió de línia a la Universal Studios a Hollywood.

## Repartiment

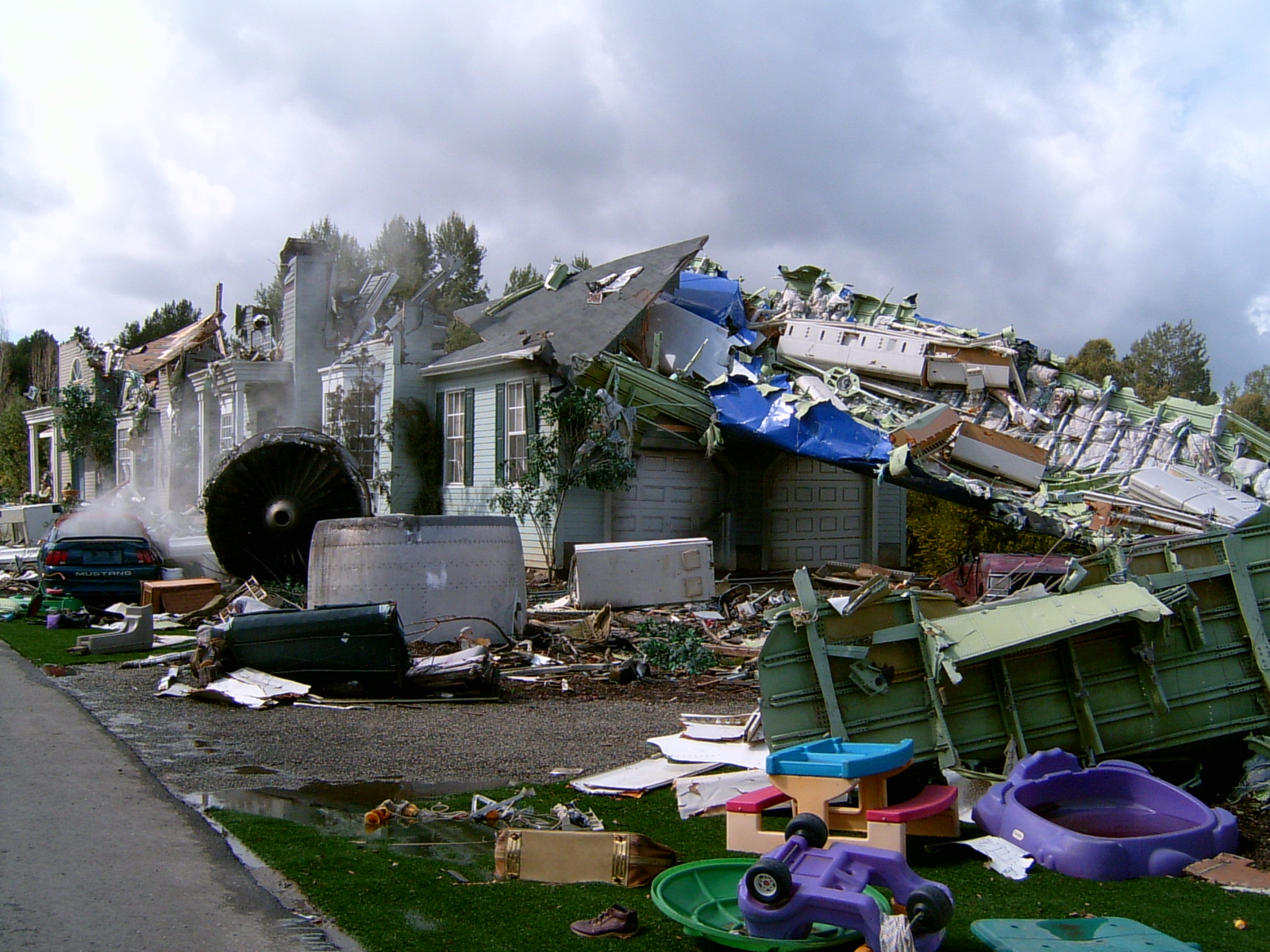
Fotografia d'un dels decorats de la pel·lícula: l'endemà, Ray es desperta descobrint la carcassa d'un Boeing 747 que ha devastat la meitat de la seva casa

- Tom Cruise: Ray Ferrier
- Dakota Fanning: Rachel Ferrier
- Justin Chatwin: Robbie Ferrier
- Tim Robbins: Harlan Ogilvy
- Miranda Otto: Mary Ann
- David Alan Basche: Tim
- Yul Vazquez: Juli
- Rick Gonzalez: Vincent
- Lenny Venito: Manny
- Morgan Freeman: Narrador
- Gene Barry: Avi
- Ann Robinson: Àvia
- Johnny Kastl: Soldat de Boston

## Banda original de la pel·lícula
De l'àlbum
1. Prologue
2. The Ferry Scene
3. Reaching the Country
4. The Intersection Scene
5. Ray and Rachel
6. Escape from the City
7. Probing the Basement
8. Refugee Status
9. The Attack on the Car
10. The Separation of the Family
11. The Confrontation with Ogilvy
12. The Return to Boston
13. Escape from the Basket
14. The Reunion
15. Epilogue
16. Fin

Cançons fora de l'àlbum
- Little Deuce Coupe (Brian Wilson i Roger Christian)
- Hushabye Mountain (Richard M. Sherman i Robert B. Sherman)
- Flatline (Jeffrey Scott Harber, Jayce Alexander Basques, William Peng i Drew Dehaven Hall) interpretat per Aphasia
- If I Ruled the World (Leslie Bricusse i Cyril Ornadel) interpretat per Tony Bennett (Columbia Records)
- Nobody Move (Benjamin Mallon, Michael Ashby, William Sherwin, Eric Joy, Omari Edwards i Glenn Kuchenbeiser) interpretat per Capstone
- Enigma Vibe 2 (Nicholas Carr) interprété Nicholas Carr
- Sailor Moon BGM (Arisawa Takanori)
- Fa Wat (Christopher Shawn King) interpretat per Kriz Kang
- Infierno (Santino) interpretat per Santino

## Premis i nominacions
- Oscars 2006:[5]
  - Nominació en l'Oscar al millor so
  - Nominació en l'Oscar a la millor edició de so
  - Nominació en l'Oscar als millors efectes visuals
- Premis Razzie 2006: Nominació en la categoria del pitjor actor per a Tom Cruise

## Al voltant de la pel·lícula
- És la pel·lícula de Tom Cruise que ha guanyat més diners. Aquest èxit és sobretot atribuït a l'aldarull mediàtic que envolta l'estrella durant aquest període, a propòsit de Katie Holmes i de les seves relacions amb la cienciologia. D'altra banda, nombrosos crítics culpen la presència de Tom Cruise i l'acusen d'haver col·locat referències cienciologiques a la pel·lícula, com el cartell original de la pel·lícula, ensenyant una mà extraterrestre amb la Terra a la punta dels dits, s'assembla de manera estranya a la coberta de la novel·la "The Invaders Plans"[Enllaç no actiu], escrita per L. Ron Hubbard (fundador de la cienciologia).[6]
- Altres espectadors pensen descobrir referències disfressades a la Shoah introduïdes per Steven Spielberg, sobretot amb el tren de la mort en flames o la pluja de roba que cau d'un dels trípodes.
- En aquesta versió els trípodes surten de les entranyes de la terra americana reactivats per l'agressor vingut de l'espai. Sigui aquest canvi respecte a la novel·la de H. G. Wells és conscient, sigui inconscient, però en els dos casos expressa la por a l'enemic interior, el sòl, reactivat també per xarxes estrangeres, el cel, com ho han ensenyat les investigacions sobre els atemptats que han precedit i els que han tingut lloc l'11 de setembre de 2001. D'altra banda nombroses escenes de la pel·lícula s'hi refereixen com a la d'un Boeing 747 que cau sobre una casa. El sòl s'esquerda i les destruccions que comencen per una església, símbol de la ideologia occidental de cara als "islamistes", no explícitament nominats, que reemplacen en aquesta versió el perill comunista de les pel·lícules de ciència-ficció de la guerra freda.[6]
- Al final de la pel·lícula, cap a 1 hora 39 minuts i 35 segons, es pot veure sobre el braç dels soldats americans la bandera dels Estats Units. La bandera és invertida. Les estrelles blanques sobre fons blau són dalt a l'esquerra de manera normal.